# GelreDome

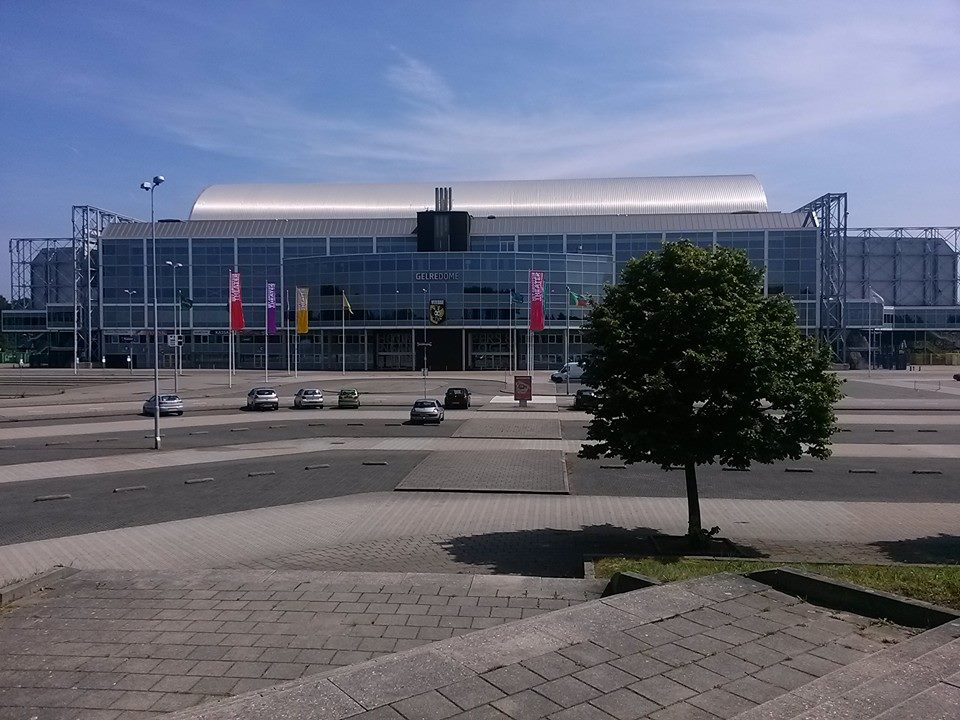
Hoofdingang van GelreDome

GelreDome is een multifunctioneel stadion in Arnhem-Zuid. Het stadion dankt zijn naam aan het vroegere hertogdom Gelre. Van 25 maart 1998 tot 8 augustus 2025 was het de thuisbasis van voetbalclub Vitesse.
GelreDome was een van de acht stadions tijdens het Europees kampioenschap voetbal 2000. Er werden drie groepswedstrijden gespeeld. Het stadion biedt ook plaats aan evenementen als popconcerten, congressen en beurzen. De capaciteit voor voetbalwedstrijden van Vitesse is 18.000 (per 9 augustus 2024), bij overige voetbalwedstrijden 28.000. Bij de ingebruikname van het stadion was de capaciteit 26.600. Dit werd nog verder verhoogd door aan de west-, noord- en oostzijde onderaan tribunes bij te plaatsen om te voldoen aan de eisen van de UEFA voor Euro 2000 (minimaal 30.000 plaatsen). Een extra tribune onderaan de zuidtribune was niet mogelijk, aangezien het veld onder deze tribune naar binnen en naar buiten schuift. De extra tribune onderaan de noordzijde werd later weer afgebroken. Bij concerten met het podium voor een van de tribunes op de korte zijde is ruimte voor 34.000 bezoekers. De maximale capaciteit is 41.000, waarbij het podium dan in het midden van de zaal staat.

## Geschiedenis
Al sinds de jaren 80 bestonden er plannen voor de bouw van een nieuw stadion voor Vitesse, dat toen nog op Nieuw-Monnikenhuize speelde. Hoofdverantwoordelijken voor deze plannen waren Karel Aalbers, de voorzitter van de Arnhemse club en Hans Schraders, de directievoorzitter van GelreDome. Het zou echter tot 1996 duren voor er werd begonnen met de bouw. Op 12 juli 1996 werd de eerste paal in de grond geslagen in een weiland aan de Batavierenweg, ten zuiden van de Rijn. Op diezelfde dag werd de officiële naam voor het komende complex gepresenteerd: GelreDome. Het project had daarvoor al verschillende werknamen gekend, waaronder Eurodrome, Akzodrome (naar het chemieconcern AkzoNobel, dat zich in 1994 echter terugtrok als naamgever) en Het Gelders Stadion.

### Opening
Op 25 maart 1998 werd het 26.600 stoelen tellende stadion met een lichtshow feestelijk geopend. Kort daarna speelde Vitesse er zijn eerste wedstrijd. Op 28 en 29 maart gaf Britse meidengroep de Spice Girls als eerste een concert in Gelredome.

### Eerste doelpunten
De eerste wedstrijd in het stadion, Vitesse tegen NAC Breda, werd gewonnen met 4–1. Eerste doelpuntenmaker werd Dejan Curović, die ook al het laatste doelpunt in Nieuw-Monnikenhuize maakte. Hij scoorde na 4 minuten en 45 seconden. In de achttien competitiewedstrijden die daarop volgen bleef de Arnhemse club ongeslagen. Het eerste seizoen kwamen er gemiddeld 21.000 toeschouwers naar de wedstrijden, tegen 8.000 in het vorige stadion. Deze aantallen liepen in de daaropvolgende seizoenen nog verder op, tot 24.000 in 2000.

### Financiële crisis
De oorspronkelijke plannen voor het sportcomplex zijn nooit volledig doorontwikkeld. Onder meer de buitenkant onder de Oosttribune en de betonnen hoeken zijn nog niet af. Belangrijkste oorzaak hiervoor is de financiële crisis die zowel Vitesse als GelreDome (die beiden onder een onafhankelijk bestuur vallen) vanaf het begin van het millennium teisterde. In januari 2001 kon GelreDome niet meer voldoen aan haar aflossingsverplichting van een hypothecaire lening van 18 miljoen euro bij een bankenconsortium van ABN AMRO, Rabobank, ING Bank en Westland-Utrecht Hypotheekbank. GelreDome kreeg tot oktober 2002 de tijd om te betalen, en moest tegelijk een reddingsplan opstellen. Dat plan kwam begin e, met een lening van 3,4 miljoen euro bij de gemeente Arnhem en van 4,5 miljoen bij de provincie Gelderland. Het gevaar was echter nog niet geweken, want ook Vitesse kampte met een enorme schuld. Een faillissement van de voetbalclub zou hebben betekend dat het stadion zijn hoofdhuurder kwijtraakte. De tijdelijke redding kwam in 2003, toen een ingewikkeld plan werd gepresenteerd, waarin de gemeente voor 19 miljoen euro het GelreDome en het omliggende grondgebied zou kopen, en Vitesse een lening werd verschaft van 10 miljoen euro. Hoewel het plan al in april was gepresenteerd, duurde het nog een half jaar voordat het werd goedgekeurd.
De kosten voor het onderhoud van het stadion drukten zwaar op de Arnhemse gemeentekas. In 2005 werd dan ook besloten het stadion te koop aan te bieden. Op 13 november 2006 verkreeg projectontwikkelaar Eurocommerce na lange onderhandelingen door de gemeenteraad de rechten om het stadion te kopen. De koop werd in maart 2007 gesloten: voor 16,5 miljoen euro kreeg het bedrijf het stadion en het terrein in de hoeken. Vooral voor Vitesse was dit een opluchting, omdat de projectontwikkelaar de huurprijs tijdelijk (3 jaar) flink verlaagde.

## Nieuwe technieken

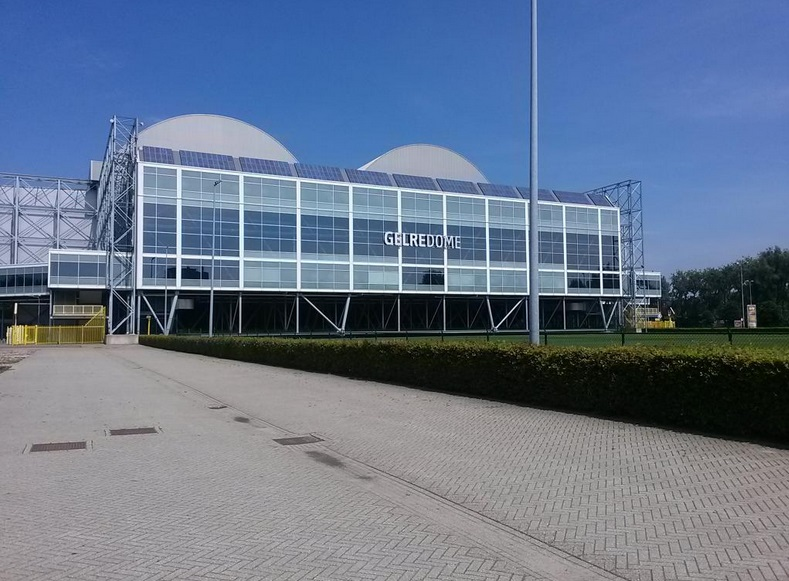
GelreDome vanaf de buitenzijde, met het dak duidelijk zichtbaar

Bij de opening was GelreDome een van de modernste stadions ter wereld waarbij het van begin af aan de bedoeling was om evenementen en concerten te huisvesten. Elementen die hier een belangrijke rol in speelden waren het schuifdak, het verschuifbare veld en de mogelijkheid om de gehele locatie te verwarmen. Het principe van een schuifdak in combinatie met een verplaatsbaar veld heeft sinds de bouw navolging gevonden: onder meer de Veltins-Arena uit 2001 en het University of Phoenix Stadium uit 2006 maken gebruik van hetzelfde systeem. Echter, de Veltins Arena kent geen verwarming/klimaatcontrole.

### Complex
Naast de grote zaal (De Dome) met vier tribunes en 8.000m2 evenementenvloer, beschikt GelreDome op de tweede verdieping over een bijna 600 meter lange promenade rond het hele stadion. De promenade is beschikbaar voor verschillende activiteiten, zoals productpresentaties, beurzen, markten, dinerbuffetten en feestelijke bijeenkomsten. Het is mogelijk om een deel van de promenade te huren voor een bijeenkomst. Daarnaast worden de vier ruimtes in de hoeken van de promenade verhuurd. Deze bieden ruimte aan gezelschappen tot 350 personen. In 2012 werd in de hoek noordwest de Amstellounge geopend. Op de vierde en vijfde verdieping telt GelreDome in totaal 49 loges. Een aantal van deze loges wordt verhuurd voor vergaderingen. De loges zijn geschikt voor gezelschappen tot 12 personen.
Het verwarmen van een dergelijk groot complex is in Europa in tegenstelling tot de Verenigde Staten ongebruikelijk. Door een ingenieus, milieuvriendelijk koude-warmteopslagsysteem wordt de Dome verwarmd. In de zomer wordt (relatief) koel water uit de bodem gepompt om de locatie te koelen. Dit opgewarmde water wordt vervolgens de bodem in gepompt om vervolgens in de winter gebruikt te worden voor de verwarming van de locatie. Door dit systeem is GelreDome in staat gedurende het hele jaar concerten en evenementen te huisvesten.

### Dak
Het dak bestaat uit twee lichtdichte koepels (dome is het Engelse woord voor koepeldak), die desgewenst kunnen worden geopend of gesloten. De 167 meter lange schalen rijden over een op de kopwanden bij de tribunes en op de inhangliggers daartussen gelegde rails. Samen met de Johan Cruijff ArenA is GelreDome het enige stadion in de Benelux waarvan het dak open en dicht kan. Het dak kan binnen 20 minuten dicht.

### Grasmat
Een ander kenmerk is het verschuifbare veld. Onder de Zuidtribune zit een gat van 85 meter, waar het veld - dat in een 11.000 ton zware betonnen bak ligt - in zes uur onderdoor schuift naar het naastgelegen terrein. Dit gaat over 16 lange glijbanen, met behulp van een aantal hydraulische systemen. Hierdoor komt er meer zon op het gras, en heeft het niet te lijden onder de concerten die er plaatsvinden.

### Tribunes
Alle tribunes zijn van beton gemaakt, de zuidtribune heeft een andere dragende constructie. Er werd voor lichtere materialen gekozen omdat deze zijde boven het gat, wanneer het veld er onderdoor schuift, 'zweeft', en bij een te hoog gewicht zou kunnen instorten. Als het schuiven van het veld voltooid is, wordt de tribune ondersteund met hydraulische poten. Bij hevige bewegingen van het publiek veert de tribune eerder mee vanwege zijn flexibele constructie: bij de openingswedstrijd in 1998 gebeurde dit zelfs in die mate dat er een constructeur ingeschakeld werd. Omdat dit via de omroepinstallatie gebeurde was er enige tijd onrust in het stadion. 22.000 stoelen zijn gemaakt van kunststof dat voor 95% uit vermalen oude tuinmeubelen bestaat. Deze meubelen werden in 1997 verzameld onder de Gelderse bevolking.

## Tribunenamen
De tribunes in het Gelredome hadden oorspronkelijk geen eigen naam. De zijde waar de fanatieke supporters staan werd de Zuid-tribune genoemd. In 2012 kreeg de zuidtribune een naam en in 2016 de noord-, oost- en westtribunes. Drie van deze namen werden gekozen door Vitesse, één door de supporters van de club.

### Theo Bos Zuid-tribune
Theo Bos speelde als verdediger zijn gehele carrière voor Vitesse, in totaal 15 seizoenen. Theo Bos wordt beschouwd als een belangrijk symbool voor zowel Vitesse als van Arnhem. Door zijn rol als speler en trainer droeg hij sterk bij aan de successen van de club. Hij groeide uit tot wel het grootste boegbeeld van de club. Vitesse heeft op 26 juli 2012 bekendgemaakt de Zuid-tribune (tribune van de harde kern van supporters) te vernoemen naar Theo Bos als steun voor hem tijdens zijn ziektebed. Op 28 februari 2013 overleed hij aan de gevolgen van alvleesklierkanker.

### Edward Sturing Noord-tribune
Voor de noordtribune, waar het uitvak te vinden is, koos de club de naam van Edward Sturing. De tribune werd daarmee vernoemd naar de voormalig speler en trainer van de club.

### Charly Bosveld Oost-tribune
De oosttribune is vernoemd naar Speler van de Eeuw, Henk Charly Bosveld. De Arnhemmer speelde in totaal 7 seizoenen voor Vitesse. Na zijn carrière was hij eigenaar van een sportzaak in Arnhem en actief als hoofdtrainer in het Arnhemse amateurvoetbal. Ook was hij in dienst bij Vitesse als technisch adviseur en intern-trainer. Op 6 augustus 1998 overleed Bosveld plotseling aan een hartinfarct.

### Just Göbel West-tribune
De hoofdtribune is vernoemd naar doelman Just Göbel. Göbel was keeper van Vitesse, en groeide uit tot een groot keeper in de periode 1910-1922. Hij werd zowel in Nederland als daarbuiten erg geroemd, en werd diverse malen genoemd als beste keeper in Europa.

### Toon Huiberts Businessruimte
De businessruimte in GelreDome, De Galaxy, is vernoemd naar de Arnhemmer Toon Huiberts. De oud-aanvaller speelde 17 seizoenen voor Vitesse. Na zijn voetbalcarrière werd hij teammanager, scout en gastheer van Vitesse. Op 14 april 2005 overleed Huiberts.

## Belangrijke evenementen

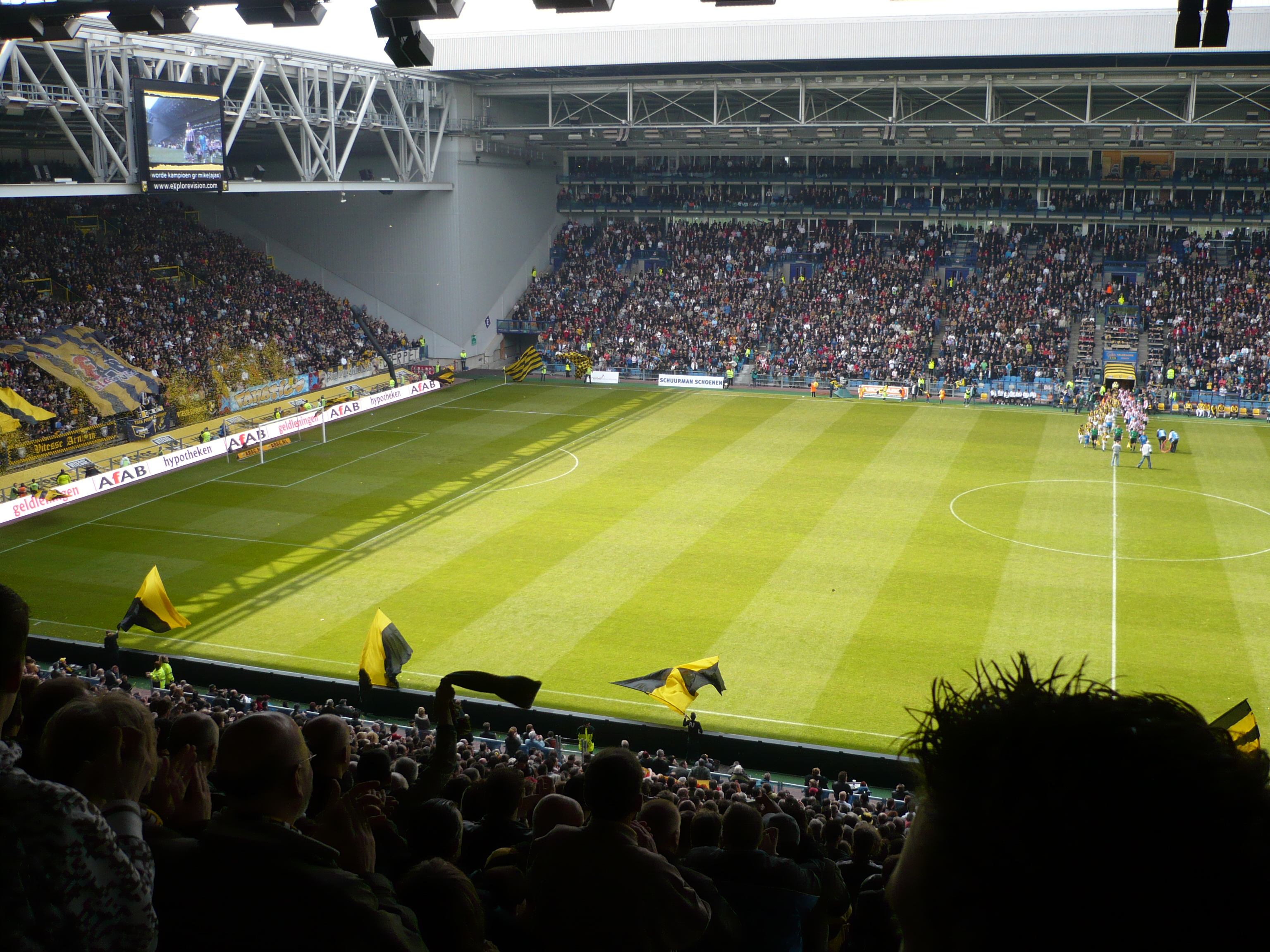
GelreDome tijdens een wedstrijd.

### Internationale sportevenementen
GelreDome is het thuisstadion van Vitesse. De eerste Europese wedstrijd die Vitesse in dit stadion speelde was op 15 september 1998 tegen AEK Athene in de eerste ronde van de UEFA Cup. Naast de nationale en internationale wedstrijden van Vitesse wordt het stadion ook voor andere belangrijke voetbalwedstrijden gebruikt. In het verleden speelde het Nederlands elftal er regelmatig vriendschappelijke wedstrijden. De eerste interland die in het stadion werd gespeeld was Nederland-Kameroen, een vriendschappelijke wedstrijd die in een doelpuntloos gelijkspel eindigde. Het was de eerste interland in Arnhem sinds 1910, toen Nederland Duitsland met 4-2 versloeg op het toenmalige Klarenbeek. Sinds 2019 spelen het Nederlands vrouwenelftal wedstrijden in GelreDome.
In 2000 vonden hier 3 wedstrijden plaats in het kader van het Europees kampioenschap: op 11 juni won Italië met 2-1 van Turkije, op 17 juni versloeg Portugal Roemenië met 2-1, en op 21 juni kwamen Slovenië en Noorwegen niet verder dan 0-0. Al deze wedstrijden vonden plaats in de poulefase.
In juni 2007 werden in GelreDome 4 wedstrijden gespeeld tijdens het EK voetbal onder 21, te weten de poulewedstrijden Tsjechië - Engeland, Engeland - Italië en Italië - Tsjechië, en een van de halve finales van het toernooi: op 20 juni versloeg Servië België met 2-0.
GelreDome werd met enige regelmaat gebruikt door andere clubs om naar uit te wijken. In 2001 wijkt PSV voor de eerste thuiswedstrijd van de UEFA Champions League uit naar Gelderland. Dat alles is het gevolg van sancties van de UEFA, na ongeregeldheden bij PSV - Kaiserslautern mochten de Eindhovenaren één wedstrijd niet in het Philips Stadion spelen. In 2008 werd de Champions League-wedstrijd tussen FC Twente en Arsenal gespeeld, omdat de Grolsch Veste in Enschede werd verbouwd. De meest recente 'uitwijkwedstrijd' was op 26 juli 2011. FC Twente speelde een wedstrijd tegen FC Vaslui. Door het instorten van een van de tribunes in de Grolsch Veste kon de club niet in Enschede spelen.
Daarnaast wordt het stadion gebruikt voor andere internationale sportevenementen als Davis Cup tennis en het WK vrouwenvolleybal, dat gepland staat in 2022. In 2016 begon de Giro d'Italia in Gelderland. In de 2e en 3e etappe van de Giro kwam het peloton langs het Arnhemse stadion. Op 21 december 2019 stonden Badr Hari en Rico Verhoeven tegenover elkaar in GelreDome. Het stadion was gevuld met ruim dertigduizend toeschouwers.

#### Voetbalinterlands
| №  | Datum            | Wedstrijden                  | Uitslag | Competitie           |
| -- | ---------------- | ---------------------------- | ------- | -------------------- |
| 1. | 27 mei 1998      | Nederland – Kameroen         | 0 – 0   | Vriendschappelijk    |
| 2. | 13 oktober 1998  | Nederland – Ghana            | 0 – 0   | Vriendschappelijk    |
| 3. | 28 april 1999    | Nederland – Marokko          | 1 – 2   | Vriendschappelijk    |
| 4. | 26 april 2000    | Nederland – Schotland        | 0 – 0   | Vriendschappelijk    |
| 5. | 6 oktober 2001   | Nederland – Andorra          | 4 – 0   | Kwalificatie WK 2002 |
| 6. | 5 april 2019     | Nederland (V) – Mexico (V)   | 2 – 0   | Vriendschappelijk    |
| 7. | 12 november 2019 | Nederland (V) – Slovenië (V) | 4 – 1   | Kwalificatie EK 2021 |

#### EK voetbal 2000
| №  | Datum        | Wedstrijden          | Uitslag | Competitie |
| -- | ------------ | -------------------- | ------- | ---------- |
| 1. | 11 juni 2000 | Italië – Turkije     | 2 – 1   | EK 2000    |
| 2. | 17 juni 2000 | Portugal – Roemenië  | 1 – 0   | EK 2000    |
| 3. | 21 juni 2000 | Noorwegen – Slovenië | 0 – 0   | EK 2000    |

#### EK voetbal onder 21
| №  | Datum        | Wedstrijden         | Uitslag | Competitie          |
| -- | ------------ | ------------------- | ------- | ------------------- |
| 1. | 11 juni 2007 | Tsjechië – Engeland | 0 – 0   | EK voetbal onder 21 |
| 2. | 14 juni 2007 | Engeland – Italië   | 2 – 2   | EK voetbal onder 21 |
| 3. | 17 juni 2007 | Italië – Tsjechië   | 3 – 1   | EK voetbal onder 21 |
| 4. | 20 juni 2007 | Servië – België     | 2 – 0   | EK voetbal onder 21 |

#### Clubwedstrijden
| №   | Datum             | Wedstrijden                     | Uitslag | Competitie                    |
| --- | ----------------- | ------------------------------- | ------- | ----------------------------- |
| 1.  | 15 september 1998 | Vitesse – AEK Athene            | 3 – 0   | UEFA Cup                      |
| 2.  | 20 oktober 1998   | Vitesse – Girondins de Bordeaux | 0 - 1   | UEFA Cup                      |
| 3.  | 30 september 1999 | Vitesse – SC Beira-Mar          | 0 – 0   |                               |
| 4.  | 4 november 1999   | Vitesse – RC Lens               | 1 – 1   |                               |
| 5.  | 14 september 2000 | Vitesse – Maccabi Haifa         | 3 – 0   |                               |
| 6.  | 26 oktober 2000   | Vitesse – Internazionale        | 1 – 1   |                               |
| 7.  | 19 september 2001 | PSV Eindhoven – Galatasaray SK  | 3 – 1   | UEFA Champions League         |
| 8.  | 14 september 2002 | Vitesse – Rapid Boekarest       | 1 – 1   | UEFA Cup                      |
| 9.  | 31 oktober 2002   | Vitesse – Werder Bremen         | 2 – 1   | UEFA Cup                      |
| 10. | 28 november 2002  | Vitesse – Liverpool FC          | 0 – 1   | UEFA Cup                      |
| 11. | 13 augustus 2008  | FC Twente – Arsenal FC          | 0 – 2   | UEFA Champions League         |
| 12. | 26 juli 2011      | FC Twente – FC Vaslui           | 2 – 0   | UEFA Champions League         |
| 13. | 26 juli 2012      | Vitesse – Lokomotiv Plovdiv     | 3 – 1   | UEFA Europa League            |
| 14. | 9 augustus 2012   | Vitesse – Anzji Machatsjkala    | 0 – 2   | UEFA Europa League            |
| 15. | 8 augustus 2013   | Vitesse – Petrolul Ploiești     | 1 – 2   | UEFA Europa League            |
| 16. | 6 augustus 2015   | Vitesse – Southampton FC        | 0 – 2   | UEFA Europa League            |
| 17. | 14 september 2017 | Vitesse – S.S. Lazio            | 2 – 3   | UEFA Europa League            |
| 18. | 2 november 2017   | Vitesse – Zulte Waregem         | 0 – 2   | UEFA Europa League            |
| 19. | 7 december 2017   | Vitesse – OGC Nice              | 1 – 0   | UEFA Europa League            |
| 20. | 2 augustus 2018   | Vitesse – FC Viitorul Constanța | 3 – 1   | UEFA Europa League            |
| 21. | 9 augustus 2018   | Vitesse – FC Basel              | 0 – 1   | UEFA Europa League            |
| 22. | 5 augustus 2021   | Vitesse – Dundalk FC            | 2 – 2   | UEFA Europa Conference League |
| 23. | 26 augustus 2021  | Vitesse – RSC Anderlecht        | 2 – 1   | UEFA Europa Conference League |
| 24. | 30 september 2021 | Vitesse – Stade Rennais         | 1 – 2   | UEFA Europa Conference League |
| 25. | 21 oktober 2021   | Vitesse – Tottenham Hotspur FC  | 1 – 0   | UEFA Europa Conference League |
| 26. | 9 december 2021   | Vitesse – NŠ Mura               | 3 – 1   | UEFA Europa Conference League |
| 27. | 24 februari 2022  | Vitesse – Rapid Wien            | 2 – 0   | UEFA Europa Conference League |
| 28. | 10 maart 2022     | Vitesse - AS Roma               | 0 – 1   | UEFA Europa Conference League |

#### Overige sportevenementen
| №  | Datum            | Wedstrijden                | Uitslag                           | Competitie                   |
| -- | ---------------- | -------------------------- | --------------------------------- | ---------------------------- |
| 1. | 7 februari 2003  | Nederland – Zwitserland    | 2 – 3                             | Davis Cup 2003               |
| 2. | 21 december 2019 | Rico Verhoeven – Badr Hari | Winnaar: Rico Verhoeven (ronde 3) | Glory Collision II (rematch) |

### Concerten
Behalve voor voetbalwedstrijden wordt het stadion gebruikt bij popconcerten. Voor de concerten wordt het veld naar buiten geschoven, waarna er plaats is voor circa 34.000 bezoekers bij een "endstage" en 41.000 bij een podium "in the round" (podium in het midden van de zaal). Het stadion kan sinds 2010 omgevormd worden tot een intiemere hal. Met de introductie van GelreDome XS (openingsconcert met Rihanna op 17 april 2010) richt GelreDome zich op een nieuwe markt van concerten met circa 12.000 bezoekers in tegenstelling tot de gebruikelijke 30.000/34.000.
De eersten die optraden in GelreDome waren Spice Girls en de Backstreet Boys in 1998. Daarna volgden onder meer U2, Paul McCartney, Justin Timberlake, Madonna, Céline Dion, André Rieu, Tina Turner, Lady Gaga, Justin Bieber, Helene Fischer, Iron Maiden, KISS, The Rolling Stones, Toto en Prince.
Symphonica in Rosso was een jaarlijks muziekevenement dat tot 2013 werd gehouden in Gelredome. De eerste editie van het concert was van Marco Borsato in 2006 en was met tien shows uitverkocht; de tweede editie in 2007 met Paul de Leeuw telde vijf uitverkochte concerten. In 2008 was Lionel Richie de hoofdartiest van het evenement en in 2009 Diana Ross, 2010 Sting, 2011 Nick & Simon, 2012 Doe Maar en de editie van 2013 is door Anouk verzorgd. Het evenement werd in 2015 voor de negende keer georganiseerd, dit keer voor het eerst in de Ziggo Dome in Amsterdam. Deze locatie heeft in 2013 ook al als vervangende locatie gefungeerd toen drie concerten van Anouk wegens stemproblemen moesten worden geschrapt. Twee daarvan hebben toen in december 2013 in de Ziggo Dome plaatsgevonden omdat deze niet in korte tijd in het GelreDome konden worden ingehaald. Een ander jaarlijks terugkerend spektakel dat plaatsvond in GelreDome was de EO-Jongerendag. Deze is in 2019 verplaatst naar Ahoy in Rotterdam.
De locatie huisvest jaarlijks de dance-evenementen Qlimax & Hard Bass, het Mega Piratenfestijn en Snollebollekes Live in Concert. GelreDome heeft ook een Walk of Fame voor de ingang liggen met verschillende nationale- en internationale namen.
In het jaar 2008-2009 ontving GelreDome ruim 1,1 miljoen bezoekers. Met rond de 782.000 evenementbezoekers was GelreDome in het boekjaar 2008-2009 de best bezochte evenementenlocatie van Nederland. Op 8 en 11 maart 2012 werd een nieuw bezoekersrecord van 40.000 gevestigd.

### Kandidatuur Eurovisiesongfestival
In 2019 won Duncan Laurence het Eurovisiesongfestival. Door de winst was Nederland in 2020 het gastland waar het grootse liedjesspektakel werd gehouden. Direct na de finale maakte Arnhem bekend het Eurovisiesongfestival samen met GelreDome te willen organiseren. Op 3 juli 2019 werd bekend dat de Arnhemse gemeenteraad zich achter de kandidatuur van Arnhem schaarde. Vitesse stemde ook onder bepaalde voorwaarden mee om drie thuiswedstrijden af te werken in een tijdelijk onderkomen naast GelreDome. Achter het stadion zouden twee noodtribunes, voor ongeveer 15.000 supporters, moesten verrijzen. De steden Rotterdam, Utrecht, Den Bosch en Maastricht meldden zich aan bij de organisatie om het Eurovisiesongfestival te organiseren. Geïnteresseerde steden hadden tot 10 juli 2019 om een bidbook in te dienen, waarna de organisatie samen met de EBU de steden zal bezoeken. Hierbij werd gelet op de locatie, de capaciteit en technische faciliteiten, accommodatie, infrastructuur en bereikbaarheid. Op 16 juli viel Arnhem met Den Bosch en Utrecht af als potentiële gaststad. In financieel opzicht kon het budget van Arnhem niet tippen aan het kapitaalkrachtiger Rotterdam en Maastricht.